# Axel Mehlmann
Axel Mehlmann (* 25. Mai 1946 in Heidelberg) ist ein deutscher römisch-katholischer Geistlicher und ehemaliger Generalvikar des Erzbistums Freiburg.

## Leben
Axel Mehlmann studierte in Tübingen und Freiburg Theologie und wurde 1971 durch Hermann Schäufele zum Priester geweiht. Danach war er als Pfarrvikar in der Pfarrgemeinde  St. Martin in Tauberbischofsheim tätig. Von 1977 bis 1981 war er Wissenschaftlicher Mitarbeiter am Dogmatischen Seminar der Theologischen Fakultät der Universität Freiburg, anschließend bis 1989 Studentenpfarrer der Katholischen Hochschulgemeinde in Freiburg. 1991 wurde er in Freiburg zum Doktor der Theologie promoviert. Von 1991 bis 1997 war er Pfarrer der Pfarrei St. Dionysius in Bammental, danach Regionaldekan der Region Rhein-Neckar und Pfarrer der Pfarrei St. Peter in Ilvesheim. Außerdem war er Dozent für Dogmatik am theologischen Institut der Universität Mannheim, Moderator des Freiburger Priesterrats sowie Vorsitzender der Arbeitsgemeinschaft der Priesterräte Deutschlands. Im Jahr 2003 wurde Mehlmann zum Ordinariatsrat in Freiburg ernannt und Mitglied des Freiburger Domkapitels. Im Erzbischöflichen Ordinariat leitete er die Abteilung Schulen und Hochschulen.
Papst Benedikt XVI. verlieh Axel Mehlmann 2011 den Ehrentitel Päpstlicher Ehrenkaplan (Monsignore).
Vom 1. Februar 2015 bis zum 31. August 2021 war Axel Mehlmann als Nachfolger von Fridolin Keck Generalvikar im Erzbistum Freiburg. Neuer Generalvikar ist seit dem 1. September 2021 Christoph Neubrand.